# Moseniella brasiliensis
Moseniella brasiliensis là một loài rêu trong họ Splachnaceae. Loài này được Broth. mô tả khoa học đầu tiên năm 1918.